# قضاء السلمان
قضاء السلمان هو قضاء في جنوب غرب جمهورية العراق، في محافظة المثنى، مركز قضاء السلمان هو مدينة السلمان جنوب غرب مدينة السماوة، قضاء السلمان ثاني أكبر قضاء في العراق بعد قضاء الرطبة في محافظة الأنبار، مساحته 46٫928 كيلومتراً مربعاً، وكانت التركيبة السكانية لقضاء السلمان في الفترة 1925 - 1928 هم من عشائر عربية عراقية متعددة من الظفير والزياد وغيرهم وعدد سكان القضاء 9324 ساكناً حتى سنة 2010، وتشكل البادية جزءاً كبير من القضاء.

## مناطق القضاء
استحدث قضاء السلمان يوم 6 كانون الأول سنة 1959م، وكان حينئذٍ تابعاً للواء الديوانية وكانت تتبع للسلمان ناحية البصية وناحية الشبكة، ثم استحدثت محافظة المثنى وصار تابعاً لها قضاء السلمان وناحيته بصية، أما ناحية الشبكة فصارت تابعة لمحافظة النجف.
- مدينة السلمان
- ناحية بصية
- الخضاري
- العميد
- الرحاب
- الأشعلي
- القصير
- قصر نبعة
- شكرة
- الشاوية
- السادة
- عادن
- تكيد
- الأمغر
- عيدها
- تخاديد
- أنصاب

## طرق القضاء
- بين مدينة السماوة ومركز قضاء السلمان طريق طوله 150 كيلومتراً، وبين مركز قضاء السلمان والحدود السعودية العراقية طريق طوله 110 كيلومترات.[5]